# Cataniai székesegyház
A cataniai székesegyház vagy Szent Ágota székesegyház (olaszul: Duomo di Catania; Cattedrale di Sant'Agata), egy katolikus templom, ahol a Cataniai főegyházmegye és plébánia székhelye is van.
A katedrálist Szent Ágotának, Catania védőszentjének szánták. 1926-ban basilica minor címet kapott a katedrális, XI. Piusz pápától.

## Történelem
A székesegyház többször is összeomlott és újjá lett építve a gyakori földrengések és az Etna kitörései miatt. Az eredeti épület I.Roger gróf utasítására, 1078-1093 között épült, ókori római fürdők romjain. I.Roger hódította meg normann seregeivel az araboktól Szicíliát. A katedrális ekkoriban az ecclesia munita címet kapta, vagyis erődített templomként funkcionált.
1169-ben szinte teljesen megsemmisült az épület egy földrengés miatt, csak a normann apszis maradt ép állapotban. 1693-as földrengés következtében szinte teljesen elpusztult az épület, romokban hevert. Ezt követően barokk stílusban lett újjáépítve.
Manapság a normann-korban épült rész a kereszthajóba van beépítve. Két torony és három félköralakú apszis, a római kori épületek maradványaiból nagy lávakövek is vannak az épületben.

## Kültér
A katedrális jelenlegi formája Gian Battista Vaccarini munkájához köthető, aki 1711-ben tervezte és építette a barokk stílusú homlokzatot. Háromszintű korinthoszi gránitoszlopok vannak a homlokzatban, amit feltehetően a római amfiteátrumból vették. Minden oszloprendet márványszobor diszít: A kapu felett Szent Ágota szobra, jobboldalt Szent Eupilusz, baloldalt Szent Birillusz szobra láthatók. A főkapu falában 32 faragott emléktábla található, ami Szent Ágota életéről és mártíromságáról szól. Emellett pápai címerek és keresztény jelképek láthatóak.

## Galéria

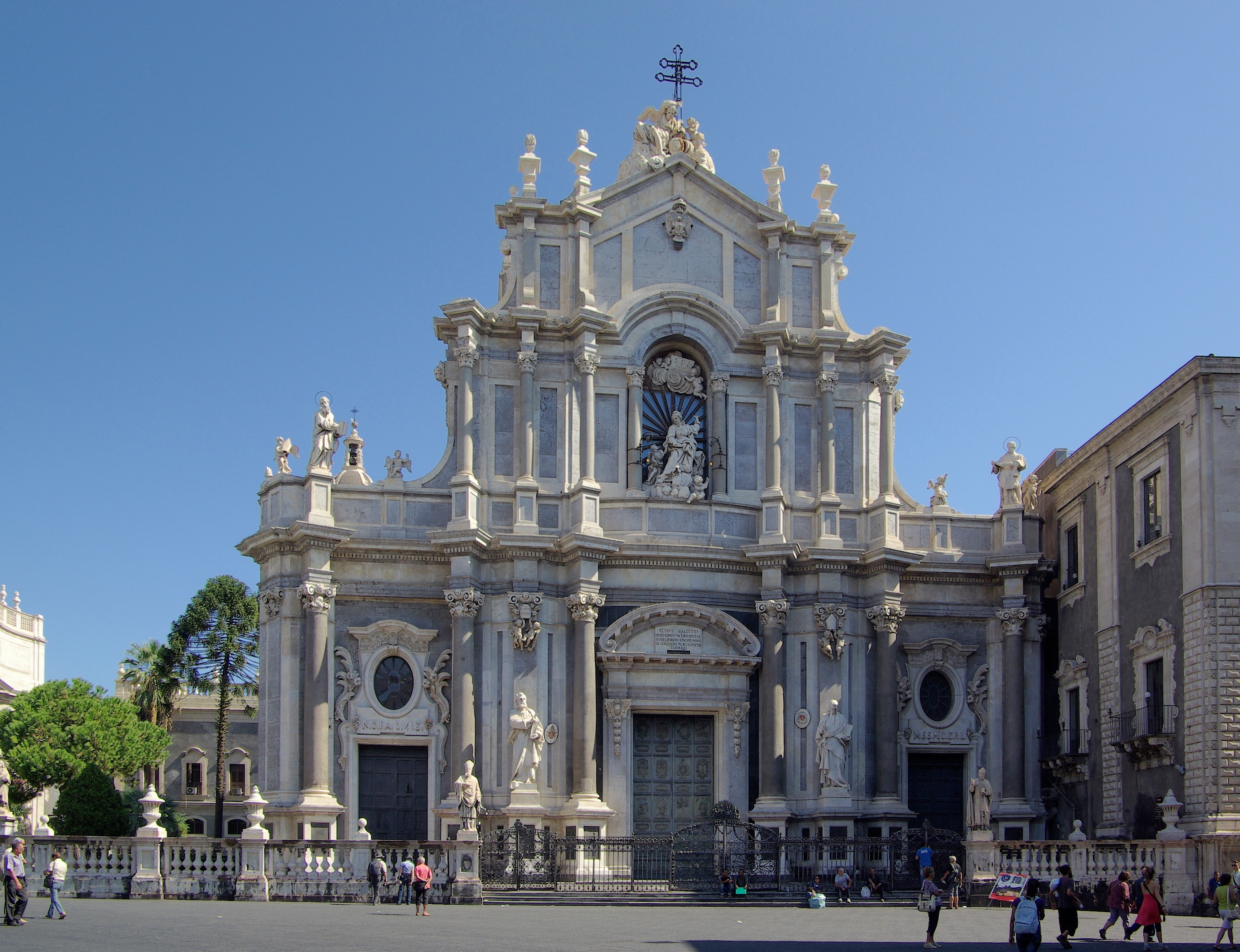
Homlokzat
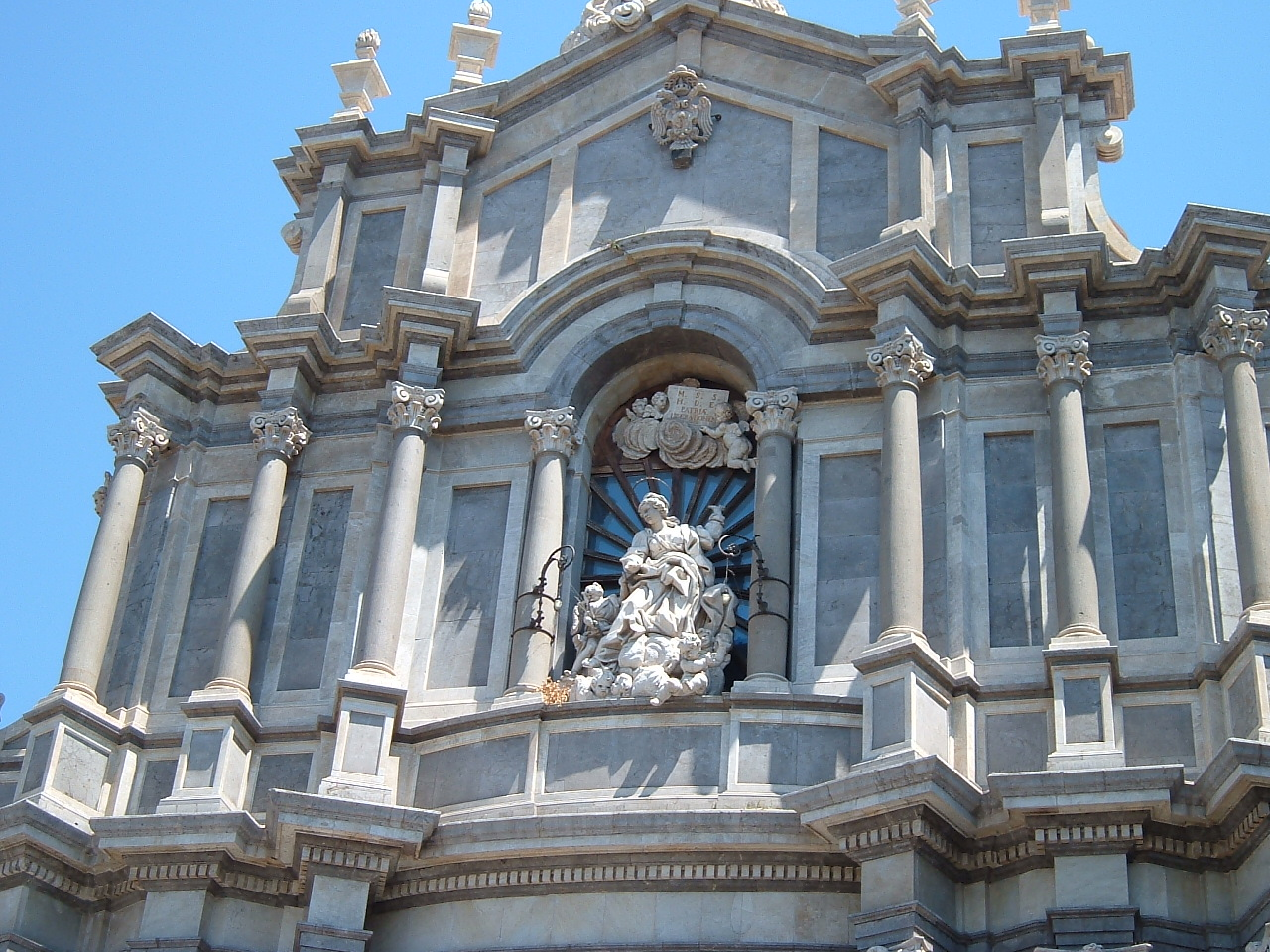
A homlokzat Szent Ágota szobrával
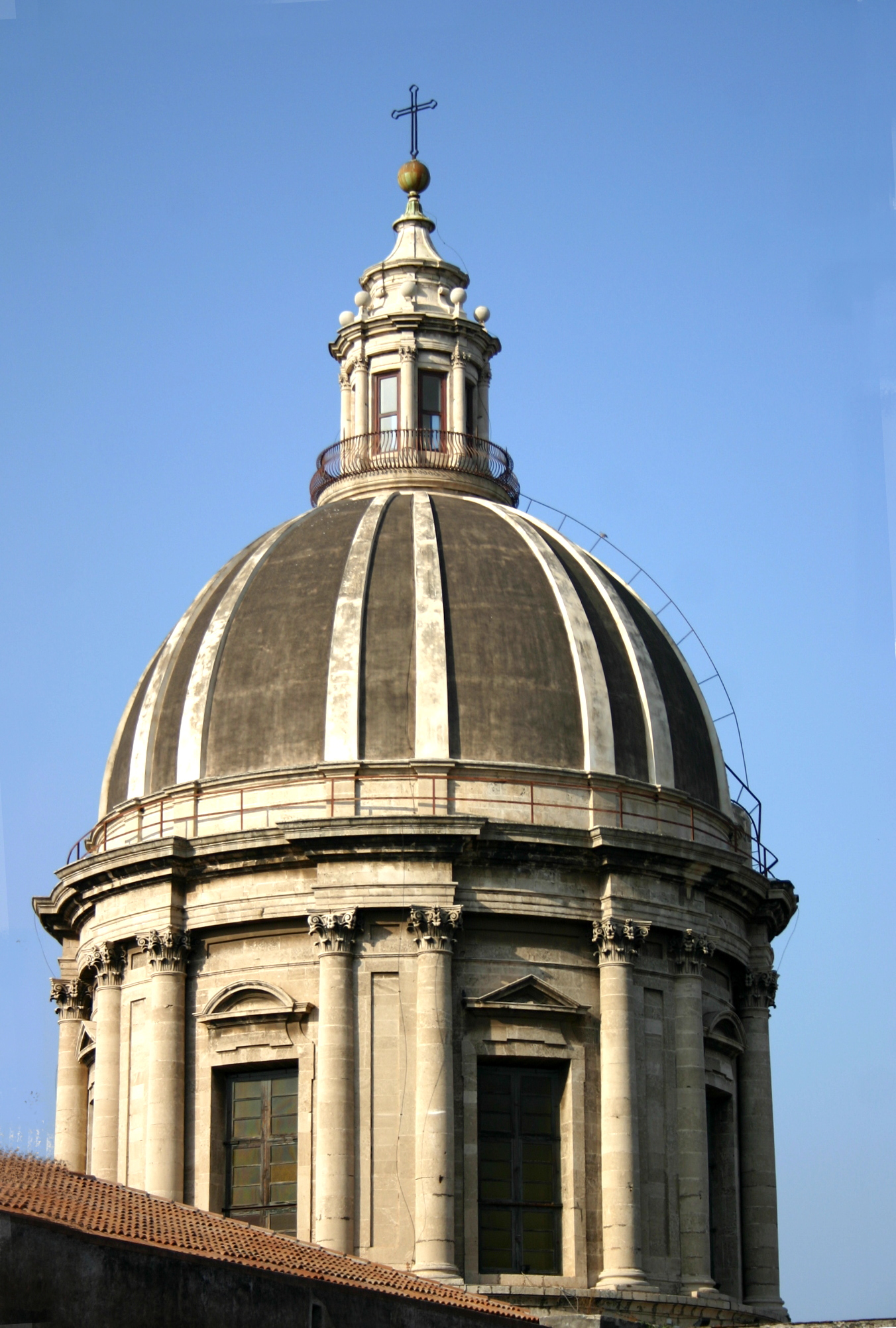
Kupola
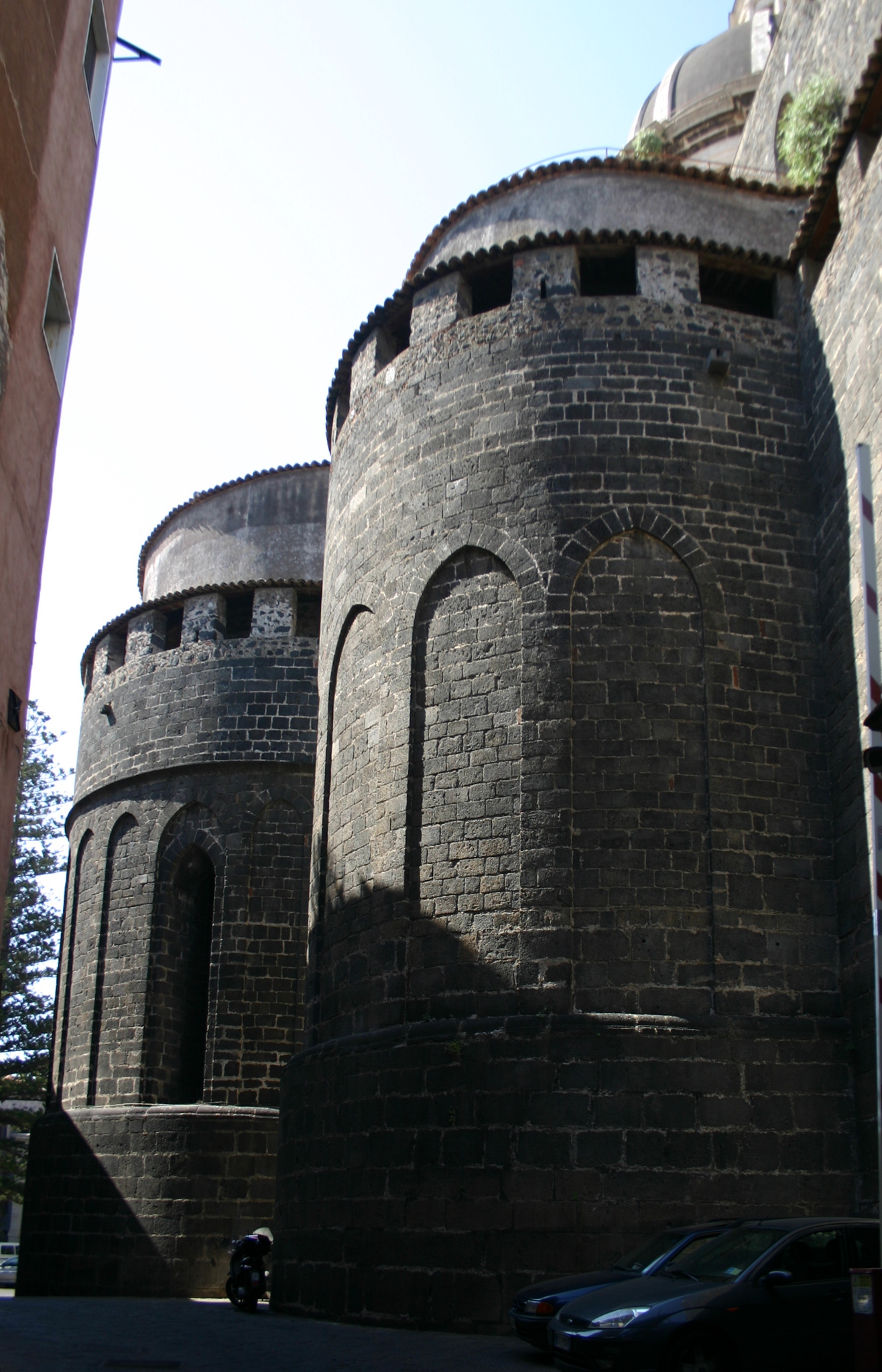
A normann apszisok
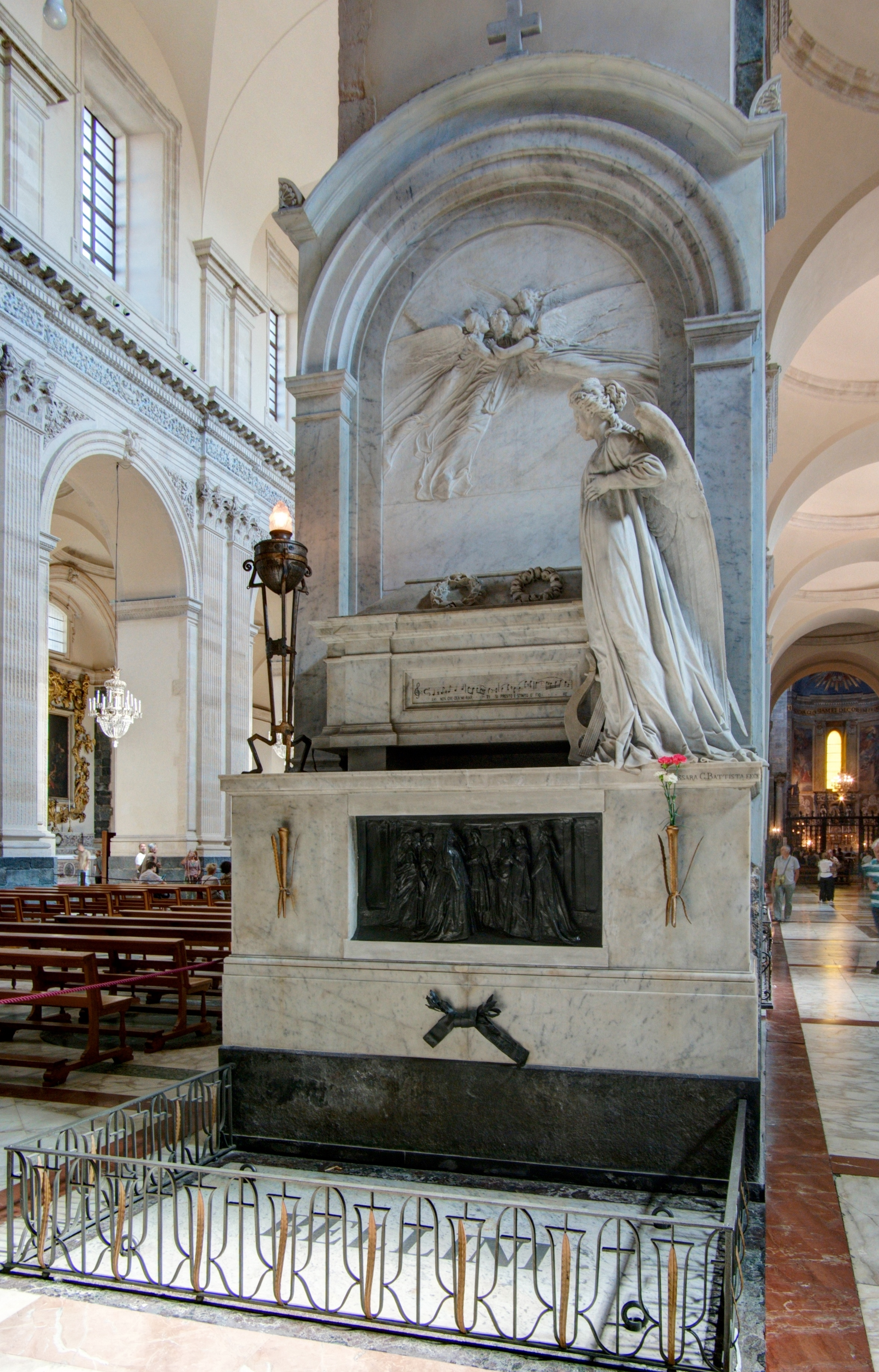
Beltér - Vincenzo Bellini sírhelye
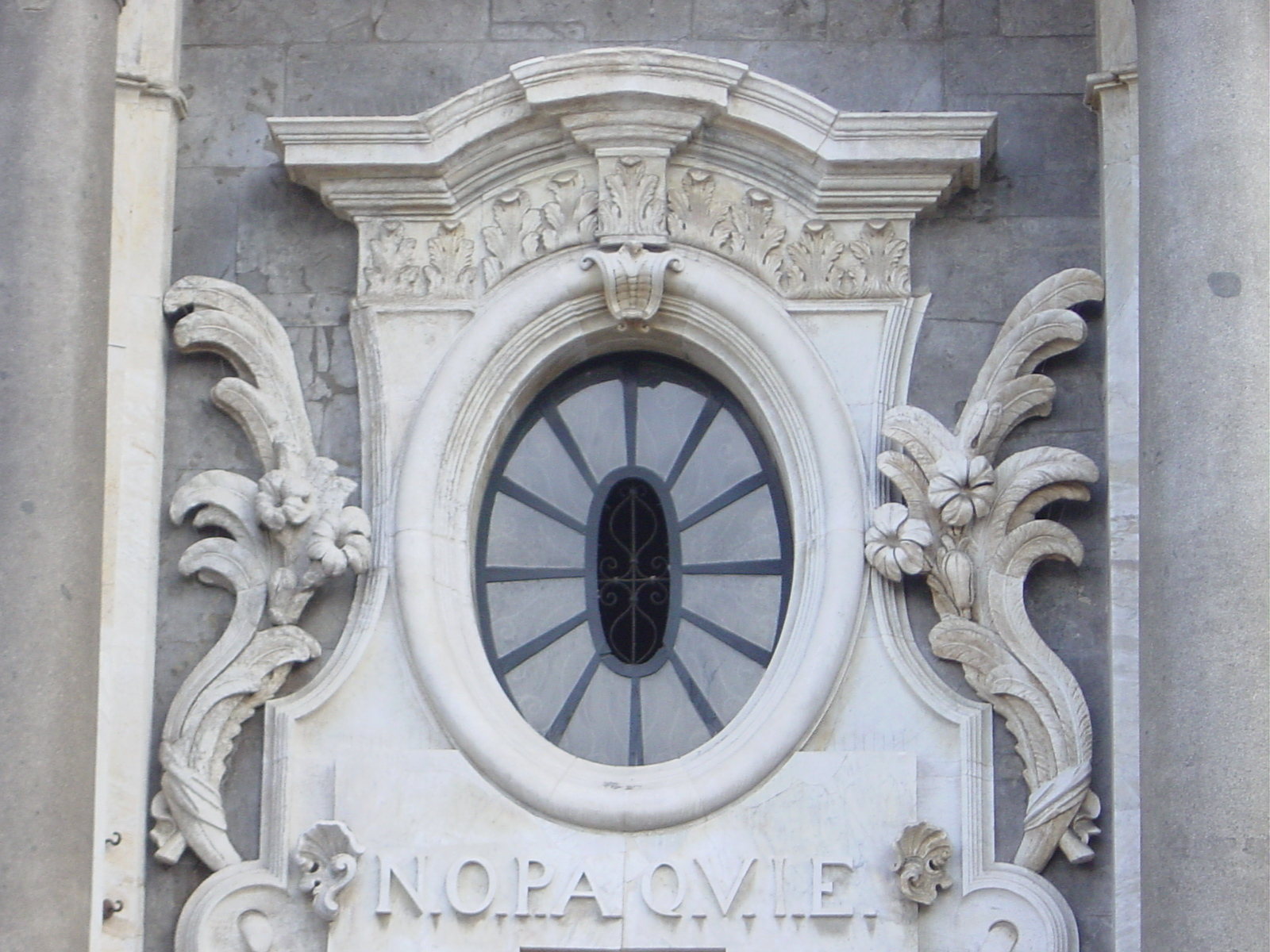
Az északi barokk ablak a NOPAQVIE Latin rövidítéssel: (Noli offendere Patriam Agathae quia ultrix injuriarum est), magyarul "Ne sértegesd Ágota országát, hisz ő az összes igazságtalanság megtorlója."
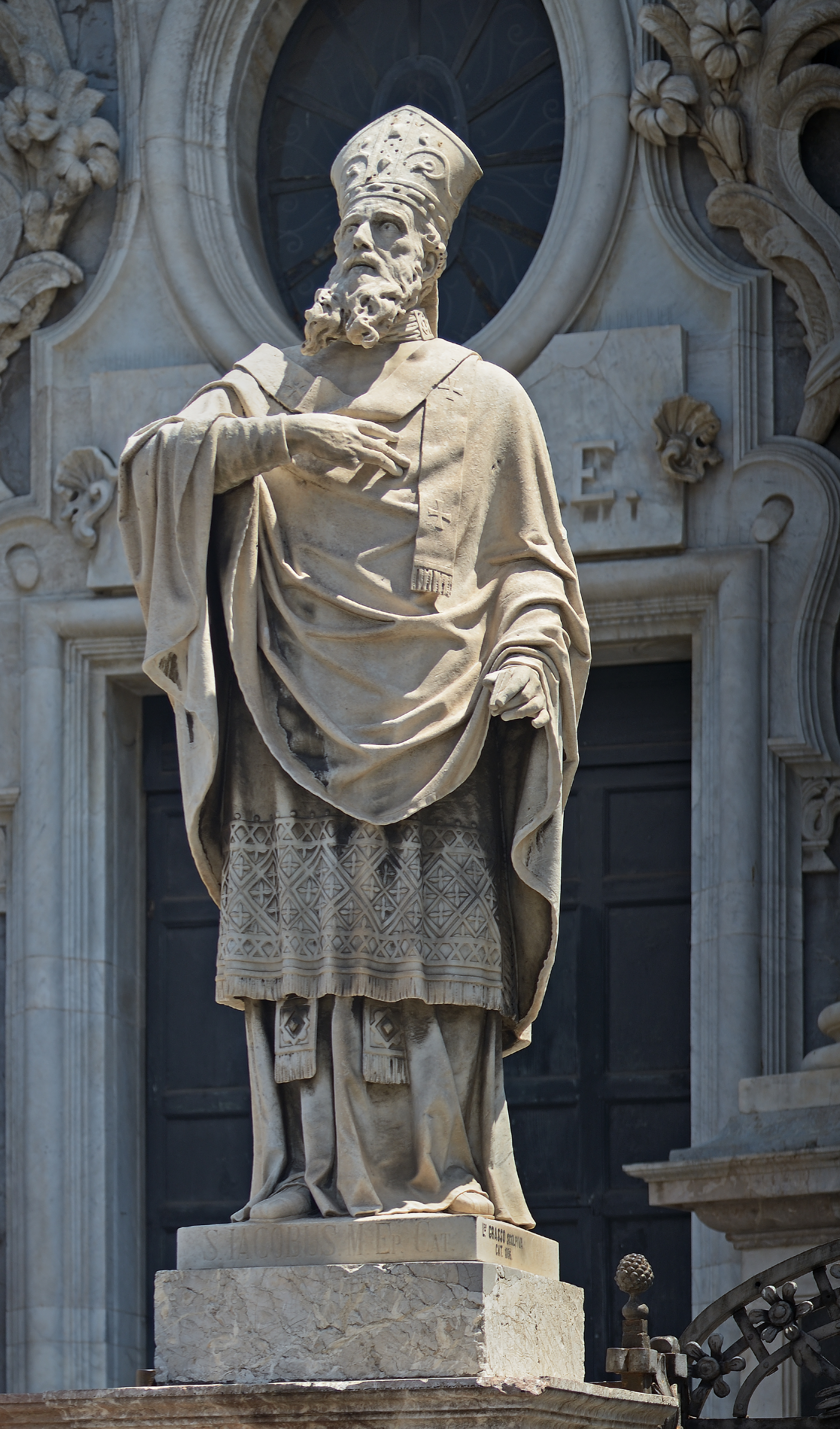
Niszibiszi Szent Jakab szobra, a katedrális mellett